# Leif Engvalls
Leif Engvalls var ett dansband från Sverige, aktivt åren 1969–2007.
Bandets orkesterbuss var i juli 1972 inblandad i den trafikolycka där ishockeyspelaren Lennart "Lill-Strimma" Svedberg omkom.

## Diskografi

### Album
- En kärleks sommar - 1987

## Melodier på Svensktoppen
- Anna - 1979  [3]

### Fotnoter
1. ↑  Dansbandsbloggen 21 september 2007 - Leif Engvalls läggs oväntat ner Arkiverad 15 januari 2008 hämtat från the Wayback Machine.
2. ↑  ”Lennart "Lill-Strimma" Svedberg”. Dubbeltallen. 8 september 2011. http://www.dubbeltallen.se/profiler/lennart-lill-strimma-svedberg/. Läst 6 november 2016.
3. ↑  Svensktoppen - 1979